# Lihultkulturen
Lihultkulturen är en mesolitisk arkeologisk kulturgrupp som främst är känd från Västsverige. I Norge är kulturen känd som Nøstvetkulturen. Lihultkulturen knyts oftast till tiden mellan 6000 och 4000 f.Kr. Redskapsinventariet består av kärnyxor av bergart (Lihultyxor/Nøstvetyxor) och slipstenar av sandsten. Av flinta finner man skrapor, borrar och mikrospån, de sistnämnda knutna till flinteggspetsar av ben, som även förekommer i norr. Kulturen är döpt efter Lihult i Skee socken, Strömstads kommun. Kulturen har ofta ansetts vara bunden till havskusten men studier på senare år harifrågasatt detta.

## Studier av inlandsbosättningen av lihultkulturen
Under exploateringen som började på 1960- talet har ett stort antal senmesolitiska kustboplatser blivit undersökta. Kunskapen om västsvenska lihultkulturen är trots detta dålig, det gäller framför allt senmesolitiska inlandsbosättningar. 50 km öster om Göteborg ligger områdets största sjö, Mjörn. Området studerades av amatörarkeologer från 1900-talets början fram till 1960-talets slut. Forskningshistoriken berättar att inventeringen efter boplatslokaler inleddes åren 1919-1920 före jubileumsutställningen i Göteborg 1923. 1928 och framåt ytterligare lokaler genom amatörarkeolog Knut Tinnberg. Länsantikvarie C M Bergstrands verksamhet tillförde fler fyndlokaler under 1930-talet. Störst insats har amatörarkeologen Gustav Gaebels gett under 1950-talet.
Mjörnområdet behandlas 1939 av Åke Fredsjös Tvenne västsvenska insjöboplatser från stenåldern. I artikeln redogör Fredsjö för materialet från de två lokalerna Bokö Östergård och Solvind. Fredsjö urskiljer två mesolitiska faser i materialet, en äldre (kärn- och skivyxekultur) och en yngre (lihultkultur). Genom jämförande av material och teknik med Sandarna-, Hensbacka- och Gottskärslokalerna kan Mjörnlokalerna dateras.
Johan Wigforss Ett inlands flintboplatser från 1967 analyserar ett större material från 253 lokaler. Han konstaterar att stora området har utnyttjats under hela mesolitikum men användningen ökar under senmesolitikum. Jonsäters Från flintverkstad till processindustri från 1984 skildra UV-väst utgrävningsverksamhet åren 1968-80. Fyra lokaler ligger i Östad socken, vid nordöstra Mjörn och de dateras till boreal och atlantisk tid. Materialet speglar troligtvis en ökad befolkningstäthet i området.
Mesolitiskt material finns på 91 av de 253 lokalerna i området. 67 boplatser har senmesolitiska ledartefakter. Resultatet är långt fler mesolitiska lokaler än som redovisats av tidigare studier av Cullberg 1975:48, Kindgren 1985:164-166, Kindgren 1991: 53, Persson 1981:1-57, Wigforss 1967. Dessa äldre studier baserades på karteringar av lihult- och trindyxor från området medan nyare studier använt fler ledartefakter. Lokalerna finns i strandnära lägen, på uddar och i vikar ofta runt Mjörn, där 47 av 67 lokalerna finns.
Lokalerna är inte jämnt spridda vissa områden som har hög lokaltäthet andra är tomma. Fyndmängden varierar mellan lokalerna. De minsta har bara 10 föremål de största 10 000 föremål. Av 61 lokaler har 47 under 500 föremål, varav 27 inte når 100 fynd. På 11 lokaler har hittats 1000 fynd. Dessa lokaler ligger vid Mjörn i två koncentrationer. Materialet överensstämmer med andra områden i Västsverige runt Hästefjorden och Hornborgasjön där också ett större antal bosättningar finns främst runt vattendragen i områdena. Undersökningar av C13 isotoper visar att det med all sannolikhet i Skandinavien under senare delen av mesolitikum i huvudsak fanns permanenta kust- respektive inlandsbefolkningar. Bosättningen ambulerade inte säsongsbundet mellan kust och inland.
Mjörnmaterialet bör tolkas utifrån att ett stort antal smålokaler spridda över ett större område, där boplatserna var för en mindre social enhet. I centrum för dessa mindre boplatser står de stora på Bokö och vid Solvind som är centrala samlingsplats för de små separata sociala enheterna. Två faktorer placerar dessa centrum på grund av deras strategiska läge vid Mjörns in och utlopp i Sävelången, vilket i praktiken innebär vattenkontakt med kusten, dels forsarna vid Solvind. Alternativt kan de mindre boplatserna vara rester av olika aktiviteter som jakt fiske och insamling i landskapet runt en större permanent större bosättning.

## Nøstvetkulturen
Nøstvetkulturen är den norska utlöparen av den arkeologiska kultur som på den svenska sidan kallas Lihultkultur. Kulturgruppen har fått sitt namn efter gården Nøstvet, Ås socken, Akershus (Sjøskogen).
Den namngivande boplatsen ligger vid lokalen Sjøskogen, en plats där det bodde en husman under Nøstvet. Typfynden på fyndplatserna är kärnyxor ofta hackeliknande stenyxor av hårda bergarter grovt utformade, ibland med eggen slipad. Små borrspetsar av flinta, mikroavslag, skrapor och i enstaka fall slipplattor av sandsten. Mikroliterna har använts som eggar till pil-och spjutspetsar.
Den typiska Nøstvetkulturen finns i Oslofjordsområdet, men element av den finns även i andra delar av södra Norge, upp till Möre och Trndelag. Nøstvetkulturen är känd såväl längs kusten som i inlandets skogs- och fjällområden. Bevarat benmaterial visar jakt på havsdjur längs kusten, med fågeljakt och fiske, och älg och bäver i skogsområdena. Det mesta tyder på en fångstkultur mestadels baserad på havets resurser. Samling har också varit viktig vilket främst skal av hasselnötter på boplatsernavisar. På Östlandet, där landhöjningen varit störs, ligger boplatserna lägre än Fosnaboplatserna. Fosnaplatser ligger över 100 metersnivån medan Nöstvetboplatserna ligger på nivån 50–60 meter över havet. Nøstvetkulturen har blivit en beteckning för norska mesolitiska kulturgrupper från atlantisk tid.
Boplatser med Nøstvetredskap dateras till 7000-4800 f.Kr. Enligt Den store norske Lexikon daterar pollenanalyser, strandlinjedateringar och kol-14 dateringar Nøstvetkomplexet till tidsperioden mellan 5400 och 4000 f.Kr. alltså avsevärt yngre dateringar. Man har hittat få huslämningar på boplatserna, men vid kusten i Möre har utgrävningar påvisat en 10–12 kvadratmeter stor hyddbotten med rester av björknäver och strå av säv,